# Deltocephalus jacintus
Deltocephalus jacintus är en insektsart som beskrevs av Delong 1984. Deltocephalus jacintus ingår i släktet Deltocephalus och familjen dvärgstritar. Inga underarter finns listade i Catalogue of Life.